# كمدرة (دشت سر)
کمدرة (بالفارسية: کمدره) هي قرية تقع في إيران في قسم دشت سر الريفي. يقدر عدد سكانها بـ 1,924 نسمة .